# Caterina Salvadori
Caterina Salvadori (Bologna, 1991) è una sceneggiatrice, regista e scrittrice italiana.

## Biografia
Dopo la laurea al DAMS dell'Università di Bologna, si specializza in regia e sceneggiatura presso la UCLA Film School di Los Angeles. Inizia la sua carriera scrivendo per il cinema e la televisione, con una particolare attenzione al racconto contemporaneo e al genere dramedy.
Nel 2023 è co-creatrice della serie televisiva Shake, candidata ai Nastri d’Argento come miglior serie dramedy. È co-sceneggiatrice, insieme a Ciro Zecca, del film Mica è colpa mia, prodotto da Netflix e distribuito il 1º gennaio 2025 sulla piattaforma. Il film entra nella Top 10 globale tra i titoli non in lingua inglese. In precedenza firma la sceneggiatura di altri progetti per Netflix, tra cui Sotto il sole di Riccione e Sotto il sole di Amalfi.
Durante l’81ª Mostra Internazionale d’Arte Cinematografica di Venezia le viene assegnato il “Women for Women against Violence – Camomilla Cinema Award per il cortometraggio Anemos, interpretato da Matilde Gioli e Francesco Montanari. Il film viene selezionato al festival Oscar qualifying In The Palace e premiato per la miglior sceneggiatura a Cortinametraggio.
Ha ricevuto il Premio Flaiano SIAE e partecipato a laboratori tra cui la Biennale College Cinema.